# Paper Mario
Paper Mario – gra fabularna wyprodukowana przez Intelligent Systems i wydana przez Nintendo w 2001 roku na platformę Nintendo 64.

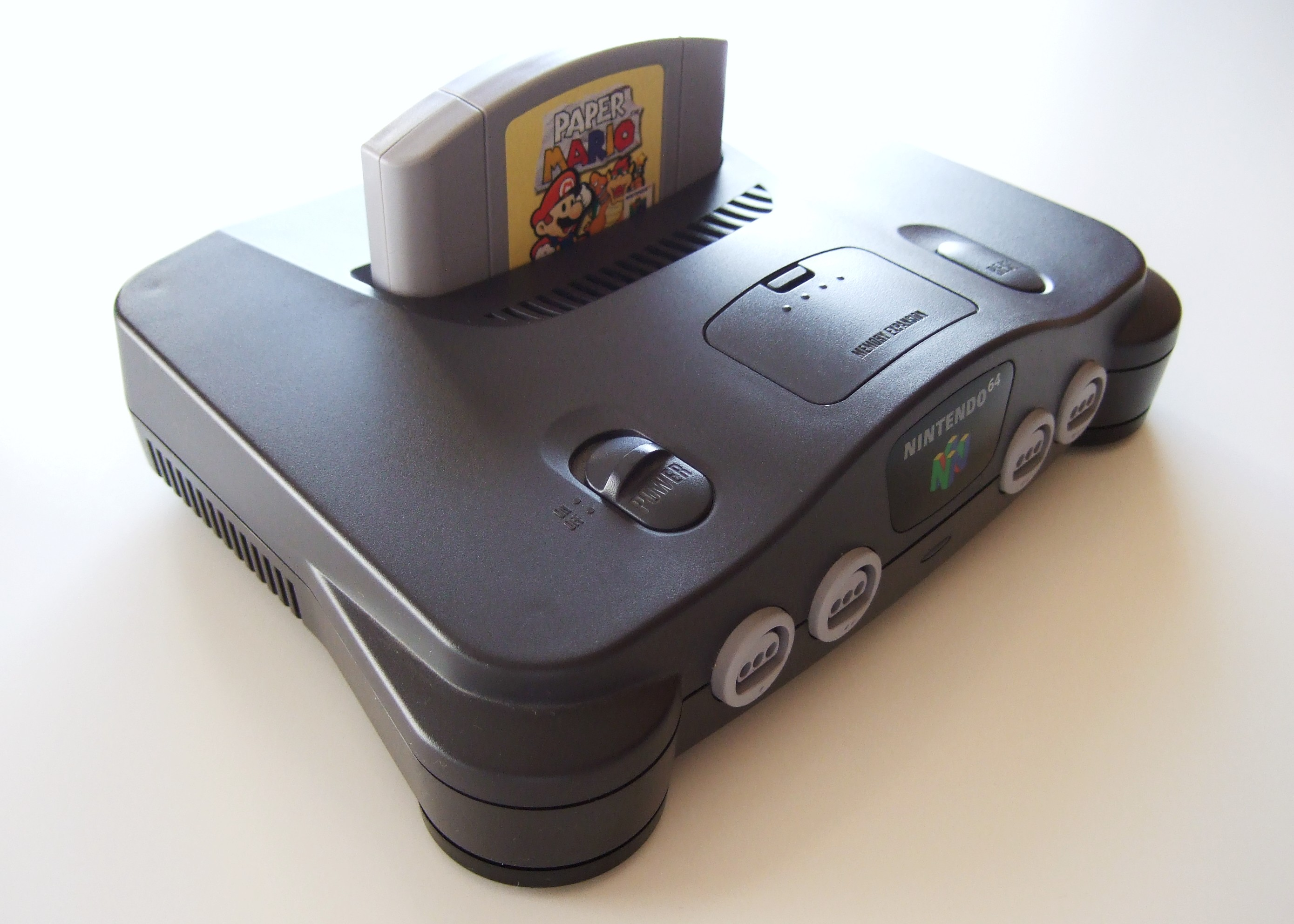
Nintendo 64 z kartridżem Paper Mario

## Fabuła
Pewnego dnia Parakarry przynosi Mariowi i Luigiemu list od Peach, która zaprasza obu braci na przyjęcie. Gdy Mario przychodzi do księżniczki, zauważa, że zamek unosi się w powietrzu, zmieniając się w posiadłość Bowsera. Ten z nową pomocnicą Kammy Koopą chce porwać księżniczkę. Bowser ukradł różdżkę Star Rod , która sprawia, że jest niepokonany. Mario przegrywa z nim walkę i zostaje wyrzucony z zamku. Ląduje w krainie zwanej Goomba Village. Znajduje go Goombaria, która wraz z Goompapą, Goompą i Goombariem zabiera go do „Toad House”. Mario słyszy, że ktoś chce, by hydraulik poszedł do „Shooting Star Summit”. Gdy Mario idzie do Toad Town Kammy Koopa blokuje mu drogę, niszcząc drzwi. Wtedy Mario idzie do Goomba House, gdzie poznaje Goomę. Znajduje go Goompa, gdzie zgubił swój młotek. Ten go znajduje w Goomba Circle, lecz napotyka Jr. Troopę, właściciela tego okręgu. Mario z nim wygrywa. Młotkiem niszczy wielki żółty blok i wraca do Village, gdzie przyłącza się Goombario. Mario i Goombario są w Goomba Road – lesie, który roi się od Goomb, Paragoomb i Spiked Goomb. W połowie drogi chłopcy spotykają Goomba Bros., których pokonują. Następuje walka z Goomboss, czyli Goomba King i Goomba Bros. Później z wieży tworzy się most do Toad Town. Bowser gdy się o tym dowiaduje, wysyła Koopa Bros. do swojej fortecy. Mario udaje się na Shooting Star Summit, gdzie poznaje Star Spirits. Mario poznaje też Twinka, jednego ze Star Kids. I tak Mario rusza na wyprawę, której celem, oprócz ocalenia Księżniczki Peach jest uratowanie Star Spirits, a przede wszystkim odzyskanie różdżki Star Rod.